# Гусева, Элина Александровна
Элина Александровна Гусева (20 января 1964, Ашхабад, Туркменская ССР, СССР) — советская гандболистка, бронзовый призёр Олимпийских игр в Сеуле-1988 и Барселоне-1992, заслуженный мастер спорта СССР (1990).

## Достижения
- 2-кратная чемпионка мира (1986, 1990).
- 2-кратный бронзовый призёр Олимпийских игр (Сеул (1 мяч), Барселона (14 мячей)).
- 4-кратный бронзовый призёр чемпионатов СССР (1982, 1983, 1984, 1986).
- Серебряный призёр чемпионата СССР 1985 года.

## Семья
Элина Гусева — родная сестра футболиста Ролана Гусева.

## Общественная работа
Советник МОО ОГО ВФСО «Динамо». Член Общественного совета при ГУ МВД России по Московской области.